# Вьолен
Вьолен (фр. Violaines) — коммуна во Франции, регион О-де-Франс, департамент Па-де-Кале, округ Бетюн, кантон Дуврен. Коммуна расположен в 12 км к северу от Ланса и в 10 км к востоку от Бетюна, в 4 км от национальной автомагистрали N47.  В 2 км к югу от центра коммуны находится железнодорожная станция Ла-Бассе-Вьолен линии Лилль–Сен-Поль-сюр-Тернуаз.
Население (2018) — 3 720 человек.

## Достопримечательности
- Церкви Святого Ведаста, восстановленная после Первой мировой войны

## Экономика
До 60-х годов XX века Эн был одним из шахтёрских городов Па-де-Кале. После закрытия угольных разработок переориентирован на лёгкую промышленность.
Структура занятости населения:
- сельское хозяйство — 3,4 %
- промышленность — 32,6 %
- строительство — 1,6 %
- торговля, транспорт и сфера услуг — 41,1 %
- государственные и муниципальные службы — 21,2 %

Уровень безработицы (2017) — 9,3 % (Франция в целом — 13,4 %, департамент Па-де-Кале — 17,2 %). 

Среднегодовой доход на 1 человека, евро (2017) — 21 960 (Франция в целом — 21 110, департамент Па-де-Кале — 18 610).

## Демография
Динамика численности населения, чел.

## Администрация
Пост мэра Вьолена с 2014 года занимает Жан-Франсуа Катель (Jean-François Castell). На муниципальных выборах 2020 года возглавляемый им независимый список был единственным.
| Период | Период | Фамилия            | Партия                  | Примечания             |
| ------ | ------ | ------------------ | ----------------------- | ---------------------- |
| 1959   | 1989   | Анри Эке           | Социалистическая партия |                        |
| 1989   | 2001   | Раймон Какан       | Социалистическая партия |                        |
| 2001   | 2014   | Жан-Бернар Фермен  | Социалистическая партия |                        |
| 2014   |        | Жан-Франсуа Катель |                         | работник компании ERDF |